# Правда про справу Гаррі Квеберта
«Правда про справу Гаррі Квеберта» (фр. La vérité sur l'affaire Harry Quebert) — детективний роман сучасного швейцарського письменника Жоеля Діккера, виданий 2012 року французькою мовою. Детектив швидко став бестселером, права на переклад англійською мовою були продані за 500 тисяч доларів. Лише за перший тиждень було продано 2 млн примірників. Відтоді роман був перекладений понад 30-ма мовами, здобув Гран-прі Французької академії за кращий роман і Гонкурівську премію ліцеїстів.
Українською вийшов 2017 року у «Видавництві Старого Лева» в перекладі Леоніда Кононовича.

## Сюжет
«Ця книга має те, що повинен мати кожен трилер: закручений сюжет з різкими поворотами. Ми з головою пірнаємо в історію аутсайдера маленького міста, де усе не таке, яким здається, де кожен має, що приховувати, і навіть безневинна жертва має свої темні секрети», – The Guardian
Молодий письменник Маркус Ґольдман дебютував зі своїм першим романом так гучно, що здається — світова слава біля його ніг. Щоправда, друга книжка ніяк не напишеться, а вдячні читачі от-от оберуть нового кумира. Маркус звертається по допомогу до свого наставника — одного з найвідоміших авторів сучасності Гаррі Квеберта. Та крім цінних порад, як подолати страх чистого аркуша та написати бестселер, отримує від нього ще й кримінальну справу. Квеберта звинувачують у вбивстві 33-річної давності. Щоб допомогти йому та написати про це нову книжку, Маркус береться розслідувати справу. І виявляється, що правда про Гаррі Квеберта буває не одна. І кожного разу, коли здається, що всі пазли складено, винних знайдено, а мотив очевидний, варто лише перегорнути сторінку — і з’являється новий факт, який переверне все догори дриґом.

## Екранізація
У серпні 2017 року у Канаді розпочалися зйомки телесеріалу «Правда про справу Гаррі Квеберта», що вийшов на екрани у листопаді 2018 року. Це 10-серійний фільм франко-американського виробництва. Над створенням екранізації працював французький кінорежисер і сценарист Жан-Жак Анно. У головних ролях Патрік Демпсі, Бен Шнетцер, Крістін Фросет  .